# Paul Lieberstein
Paul Lieberstein est un acteur, scénariste, réalisateur et producteur américain, né le 22 février 1967 à Westport, dans le Connecticut (États-Unis).

## Biographie
Il est avant tout connu pour son travail sur l'adaptation américaine de la série The Office, pour laquelle il est à la fois acteur, scénariste, réalisateur (7 épisodes) et producteur.

## Filmographie

### comme acteur
- 2005-2013 : The Office (série télévisée) : Toby Flenderson (en) (141 épisodes)

### comme producteur
- 1999 : Les Rois du Texas (King of the Hill) (série télévisée)
- 2000 : Le Drew Carey Show (The Drew Carey Show) (série télévisée)
- 2002 : The Bernie Mac Show (série télévisée)
- 2005-2013 : The Office (série télévisée)